# Thurn und Taxis (Familienname)
Thurn und Taxis ist ein deutscher Familienname.

## Namensträger
- Albert von Thurn und Taxis (1867–1952) (1867–1952), Fürst von Thurn und Taxis
- Albert von Thurn und Taxis (Unternehmer) (* 1983), deutscher Unternehmer und Rennfahrer
- Alexander Ferdinand von Thurn und Taxis (1704–1773), dritter Fürst von Thurn und Taxis und Generalerbpostmeister
- Anselm Franz von Thurn und Taxis (1681–1739), zweiter Fürst von Thurn und Taxis
- Christa von Thurn und Taxis (* 1941), deutsche Präsidentin des Bayerischen Roten Kreuzes
- Christoph von Taxis (um 1529–1589), Hofpostmeister unter Ferdinand I.
- Elisabeth von Thurn und Taxis (1860–1881), Prinzessin von Thurn und Taxis, Frau des portugiesischen Kronprätendenten Miguel II. von Braganza
- Elisabeth von Thurn und Taxis (Journalistin) (* 1982), deutsche Journalistin und Autorin
- Elisabeth Helene von Thurn und Taxis (1903–1976), Markgräfin von Meißen, Herzogin zu Sachsen
- Emmerich von Thurn und Taxis (1820–1900), österreichischer Generalmajor
- Egon Maximilian von Thurn und Taxis (1832–1892), österreich-ungarischer Oberstleutnant
- Eugen Alexander von Thurn und Taxis (1652–1714), erster Fürst von Thurn und Taxis
- Franz Joseph von Thurn und Taxis (1893–1971), Erbprinz der Familie von Thurn und Taxis
- Friedrich von Thurn und Taxis (1871–1945), Großgrundbesitzer, Kammerherr und Oberstleutnant
- Friedrich Hannibal von Thurn und Taxis (1799–1857), österreichischer General der Kavallerie
- Friedrich Wilhelm von Thurn und Taxis (1805–1825), preußischer Soldat und Offizier
- Fritz von Thurn und Taxis (* 1950), österreichischer Sportjournalist
- Gloria von Thurn und Taxis (* 1960), Mutter von Albert von Thurn und Taxis
- Gustav von Thurn und Taxis (1888–1919), Prinz von Thurn und Taxis
- Johann Baptist von Thurn und Taxis (1706–1762), österreichischer Bischof und Reichsgraf
- Johannes von Thurn und Taxis (1926–1990), deutscher Unternehmer, Chef des Hauses Thurn und Taxis
- Karl Anselm von Thurn und Taxis (1733–1805), vierter Fürst von Thurn und Taxis und Generalerbpostmeister
- Karl Anselm von Thurn und Taxis (Generalmajor) (1792–1844), württembergischer General
- Karl August von Thurn und Taxis (1898–1982), ab 1971 Chef des Hauses Thurn und Taxis
- Karl Ferdinand Prinz von Thurn und Taxis (* 1952), österreichischer Betriebswirt und Geschäftsführer
- Karl Theodor von Thurn und Taxis (1797–1868), bayerischer General der Kavallerie
- Lamoral Claudius von Thurn und Taxis (1621–1676), Generalerbpostmeister
- Lamoral Friedrich von Thurn und Taxis (1832–1903), österreichischer Feldmarschall-Leutnant
- Maria Augusta von Thurn und Taxis (1706–1756), Ehefrau des Herzogs Karl Alexander von Württemberg
- Maria Theresia von Thurn und Taxis (1794–1874), deutsche Adlige
- Maria Theresia Prinzessin von Thurn und Taxis, Geburtsname von Maria Theresia Wilson (* 1980), deutsche Künstlerin
- Marie von Thurn und Taxis (1855–1934), deutsche Mäzenin
- Maximilian Anton von Thurn und Taxis (1831–1867), Erbprinz von Thurn und Taxis
- Maximilian Friedrich von Thurn und Taxis (1831–1890), bayerischer Major aus der böhmischen Linie des Hauses Thurn und Taxis
- Maximilian Joseph von Thurn und Taxis (1769–1831), Stammherr des jüngeren böhmischen Zweiges
- Paul von Thurn und Taxis (1843–1879), Adjutant Ludwigs II. von Bayern
- Raphael Rainer von Thurn und Taxis (1906–1993), deutscher Sportfunktionär und Politiker
- Sophie Friederike von Thurn und Taxis (1758–1800), Gemahlin des Fürsten Karol Stanisław Radziwiłł